# Clear (Unix)
Pour les articles homonymes, voir Clear.

La commande clear utilisée sous GNU/Linux.

clear est une commande UNIX utilisée dans les systèmes d'exploitation Unix et Unix-like, ainsi que sur d'autres systèmes comme kolibriOS. Cette commande permet de replacer la ligne de commande en haut du terminal, rendant la zone visible du terminal vide. Les commandes précédemment exécutées restent néanmoins accessibles via le défilement de l'écran.

## Fonctionnement
La commande clear détermine comment effacer l'écran en utilisant la base de données terminfo ou termcap et en consultant la variable d'environnement TERM pour identifier le type de terminal utilisé.
Contrairement à la commande reset, qui efface toutes les commandes précédentes et réinitialise complètement le terminal, clear se contente d'effacer l'écran courant.
La commande clear ne prend aucun argument. Son rôle est similaire à celui de la commande cls utilisée dans d'autres systèmes d'exploitation (Windows).

## Portabilité
La norme ISO 9995-7 spécifie un symbole particulier pour indiquer la fonction d'effacement de l'écran sur un clavier, qui est inclus dans Unicode sous le nom de ⎚ CLEAR SCREEN SYMBOL.

## Histoire
La commande clear a fait son apparition dans la version 2.79BSD du 24 février 1979. Elle a été intégrée à la 8e édition d'Unix en 1985. En 1995, la version ncurses de la commande clear a été adaptée pour utiliser terminfo à la place de la base termcap.

## Options et extensions
Avec le temps, clear a connu diverses évolutions, notamment:
- -T terminal-type : spécifie le type de terminal, bien que cette option soit généralement inutile car le type de terminal est déduit de la variable d'environnement TERM.
- -V : affiche la version de ncurses associée à la commande.
- -x : empêche clear d'effacer le tampon de défilement.